# Athena (Oregón)
Athena es una ciudad ubicada en el condado de Umatilla en el estado estadounidense de Oregón. En el año 2007 tenía una población de 1,270 habitantes y una densidad poblacional de 827 personas por km².

## Geografía
Athena se encuentra ubicada en las coordenadas 45°48′51″N 118°29′28″O / 45.81417, -118.49111.

## Demografía
Según la Oficina del Censo en 2000 los ingresos medios por hogar en la localidad eran de $36,875, y los ingresos medios por familia eran $40,234. Los hombres tenían unos ingresos medios de $30,323 frente a los $20,598 para las mujeres. La renta per cápita para la localidad era de $15,566. Alrededor del 12% de la población estaban por debajo del umbral de pobreza.